# Cerkiew Świętych Cyryla i Metodego w Białej Podlaskiej
Cerkiew Świętych Cyryla i Metodego – prawosławna cerkiew parafialna w Białej Podlaskiej. Należy do dekanatu Biała Podlaska diecezji lubelsko-chełmskiej Polskiego Autokefalicznego Kościoła Prawosławnego.
Świątynia została wybudowana w latach 1985–1989 przy ulicy Terebelskiej 19. Konsekracja miała miejsce 24 września 1989. Obiekt został wzniesiony z prywatnej fundacji Nikifora Kuźmickiego, który pokrył 2/3 kosztów inwestycji, oraz z datków wiernych. Nowa cerkiew parafialna w Białej Podlaskiej zastąpiła starszą, drewnianą świątynię położoną w obrębie sąsiedniego cmentarza prawosławnego. Świątynia jest dwupoziomowa, patronem dolnej cerkwi jest św. Atanazy Brzeski. W obiekcie znajduje się ikona z cząstką jego relikwii. 
We wnętrzu znajduje się współczesny ikonostas i ikony z nieistniejących cerkwi Południowego Podlasia. Polichromię wykonał Eugeniusz Świnarczuk z Kowla na Ukrainie. Na fasadzie cerkwi umieszczono malowidło przedstawiające jej patronów.
W sąsiedztwie świątyni znajduje się dom parafialny. Świątynię otacza niewielki czynny cmentarz – założony w 1810 jako unicki, od 1870 prawosławny, z nagrobkami z XIX w. i młodszymi.
W latach 2013–2014 cerkiew została gruntownie wyremontowana; jej ponownego poświęcenia dokonał 21 września 2014 arcybiskup lubelski i chełmski Abel.

## Galeria

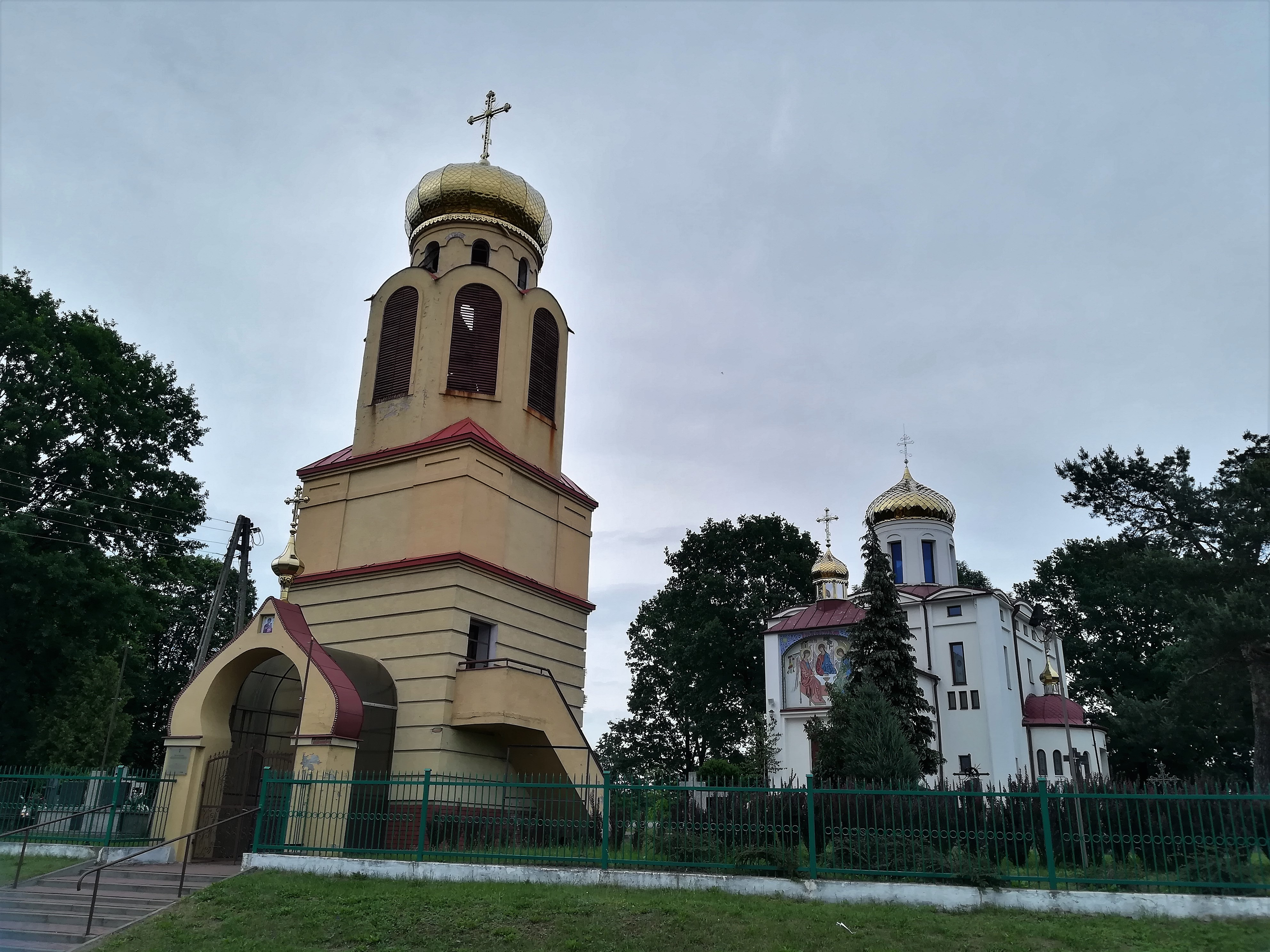
Dzwonnica cerkiewna
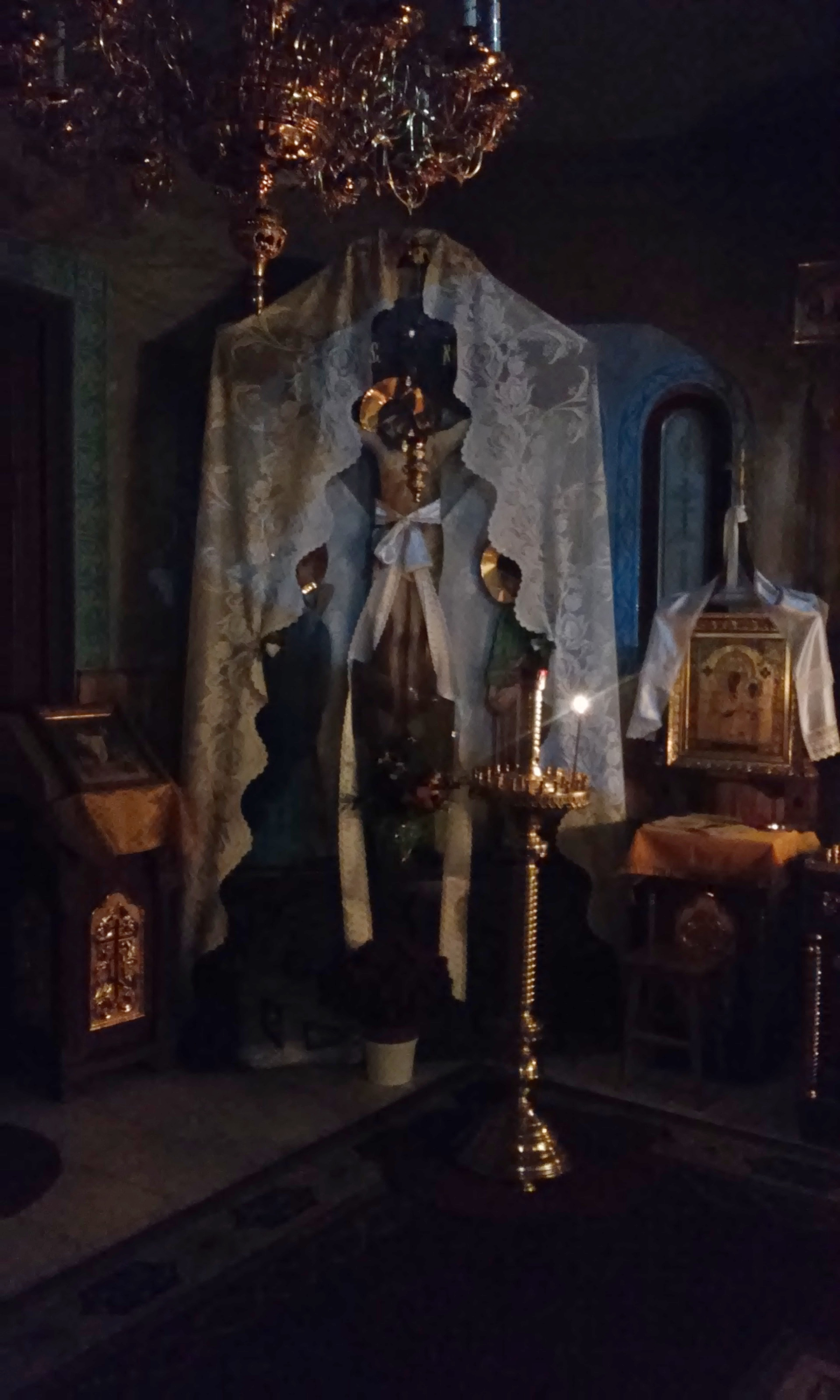
Wnętrze świątyni – Golgota i XIX-wieczna rosyjska ikona Matki Bożej
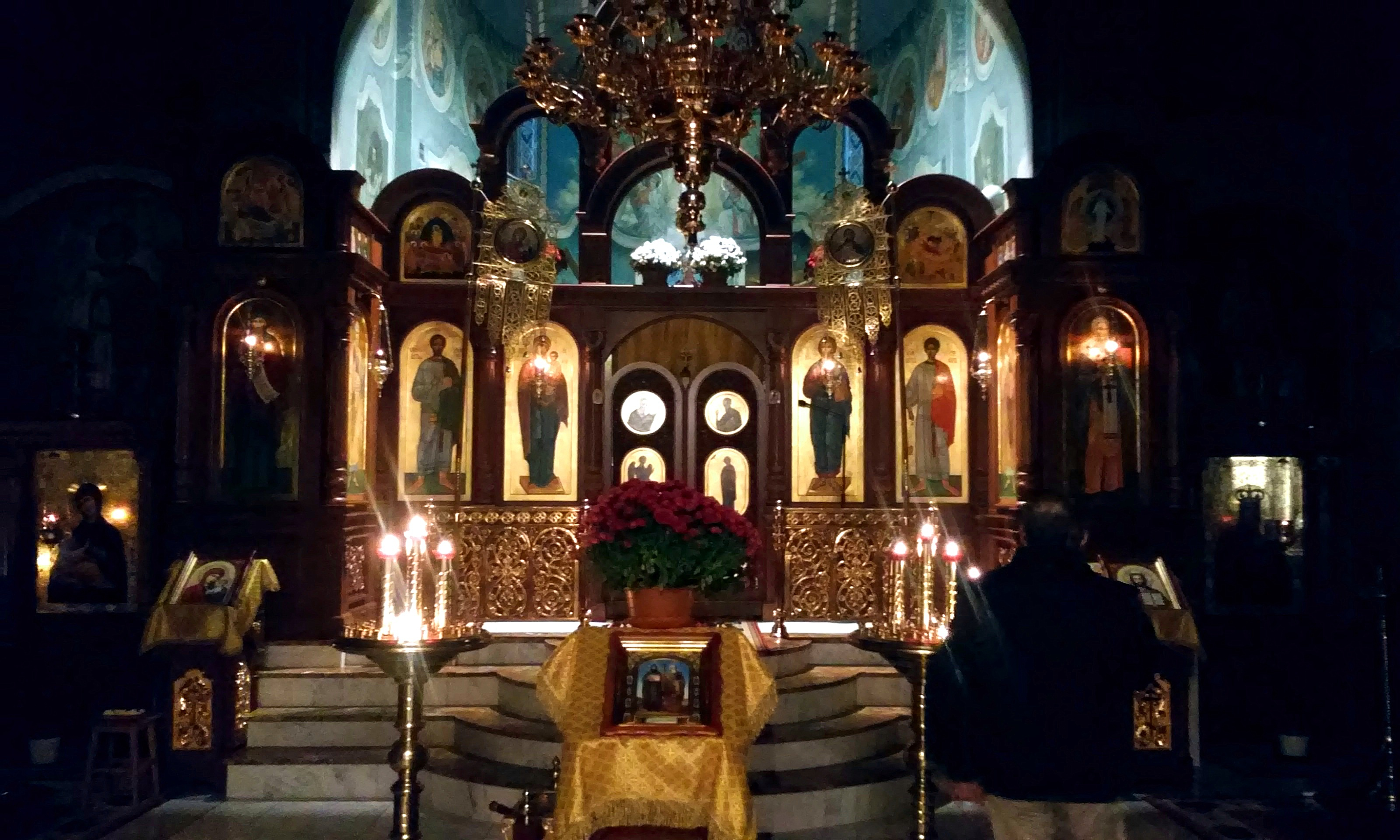
Ikonostas